# آيت كدان (اوزيوة)
آيت كدان هي إحدى مشيخات المملكة المغربية، تتبع جغرافيا لإقليم تارودانت وإداريًا لاوزيوة. يقدر عدد سكانها بـ 7440 نسمة حسب الإحصاء الرسمي للسكان والسكنى لسنة 2004.